# Ein Stück Österreich
Ein Stück Österreich ist eine 25-minütige Doku-Reihe, die seit Frühjahr 2022 auf mehreren TV-Sendern (u. a. ORF III, Steiermark TV und mehreren deutschen Sendern) ausgestrahlt wird. Vorgestellt werden „kurze, spannende Geschichten“ und „große und kleine, aber immer spannende Stücke Österreichs“.

## Konzept
Die Filme werden auf mehreren TV-Sendern ausgestrahlt (in Österreich und Deutschland).Es werden Orte in Österreich vorgestellt, wobei die Sendereihe dabei eine beachtliche inhaltliche Breite bietet: Es gibt sowohl Filme über Städte (wie Das historische Graz), als auch Filme, die sich mit Bergsteigen und Weitwandern oder sportlichen Aktivitäten wie Radfahren beschäftigen. 

## Streaming
Die TV-Sender strahlen teilweise nur einzelne Folgen und/oder Staffeln der Sendereihe aus – ausgenommen Steiermark TV, wo alle Folgen zu sehen sind. Außerdem sind die einzelnen Folgen über die Website der Sendung abrufbar. 

## Hintergrund
Die Sendereihe wurde 2022 als Ergänzung zu der, ebenfalls von splash productions und Holger Bruckschweiger produzierten Reihe Berggespräche, ins Leben gerufen. Mittlerweile hat sich Ein Stück Österreich als eigenständige Doku-Reihe etabliert.